# Sturmgeschütz-Brigade 270
De Sturmgeschütz-Abteilung 270 / Sturmgeschütz-Brigade 270 was tijdens de Tweede Wereldoorlog een Duitse Sturmgeschütz-eenheid van de Wehrmacht ter grootte van een afdeling, uitgerust met gemechaniseerd geschut. Deze eenheid was een zogenaamde Heerestruppe, d.w.z. niet direct toegewezen aan een divisie, maar ressorterend onder een hoger commando, zoals een legerkorps of leger.
Deze Sturmgeschütz-eenheid kwam in actie in de centrale sector van het oostfront gedurende zijn hele bestaan. Op 9 augustus 1944 werd deze eenheid organiek onderdeel van de 1e Ski-Jägerdivisie.

## Krijgsgeschiedenis

### Sturmgeschütz-Abteilung 270
Sturmgeschütz-Abteilung 270 werd opgericht in Neiße in oktober/november 1942. Al eind november ging de 1e Batterij (zonder materieel) op transport naar Heeresgruppe Mitte, richting Jelnja. Daarna nam het personeel rond Spas-Demensk al het materieel over van Schwere Sturmgeschütz-Abteilung 197. Intussen was de rest van de Abteilung ook aan het oostfront aangekomen. In de winter van 1943 vormde de Abteilung een gepantserde rots in de branding in het gebied rond Zhizdra. In de periode van april tot juli 1943 was de Abteilung deel van het 4e Leger. Bij het begin van Operatie Citadel was de Abteilung Heeresgruppe Mitte-reserve. In augustus was de Abteilung in actie in de Orel-saillant bij het 53e Legerkorps. Daarna volgde een terugtocht naar Roslavl en daarna tot december 1943 tussen Gomel en Mogilev. Tegen die tijd waren er nog maar genoeg Sturmgeschützen voor een batterij. Dus de andere twee verplaatsten zich naar Minsk, waar de laatste batterij niet veel later aansloot. Vanaf 1 januari 1944 werd de Abteilung toegevoegd aan de 1e Ski-Jägerbrigade, die op dat moment reserve was van Heeresgruppe Mitte.
Op 10 juni 1944 werd de Abteilung zuidwestelijk van Kovel omgedoopt in Sturmgeschütz-Brigade 270.

### Sturmgeschütz-Brigade 270
De omdoping in Sturmgeschütz-Brigade betekende echter geen organisatorische verandering, de samenstelling bleef gelijk. In het Sovjet Lviv–Sandomierz Offensief in juli werd de divisie, en daarmee deze brigade, teruggedrongen tot achter de Weichsel.

### Einde
De Sturmgeschütz-Brigade 270 werd op 9 augustus 1944 rond Dębno bij de 1e Ski-Jägerdivisie omgedoopt in Panzerjäger-Abteilung 152, maakte daarmee organiek deel uit van deze divisie en was daarmee geen Heerestruppe meer.

## Samenstelling
- Staf
- 1e Batterij
- 2e Batterij
- 3e Batterij

## Commandanten
| Rang         | Naam                             | Begin            | Eind              |
| ------------ | -------------------------------- | ---------------- | ----------------- |
| Hauptmann    | Dr. Karl Ernst Bumm              | eind 1942        | begin 1943        |
| Major        | Karl Bergholz                    | 3 januari 1944   | 19 januari 1944 ? |
| Oberleutnant | Günther Hellmich                 | 20 januari 1944  | 4 maart 1944 ?    |
| Hauptmann    | Johann Kruse                     | 4 maart 1944     | 14 april 1944 ?   |
| Hauptmann    | Wilhelm Freiherr von Buddenbrock | 15 april 1944    | medio mei 1944 ?  |
| Hauptmann    | Günther Dreyer                   | medio mei 1944 ? | 9 augustus 1944   |

Oberleutnant Hellmich was tijdelijk commandant.